# Vladimir I av Kiev

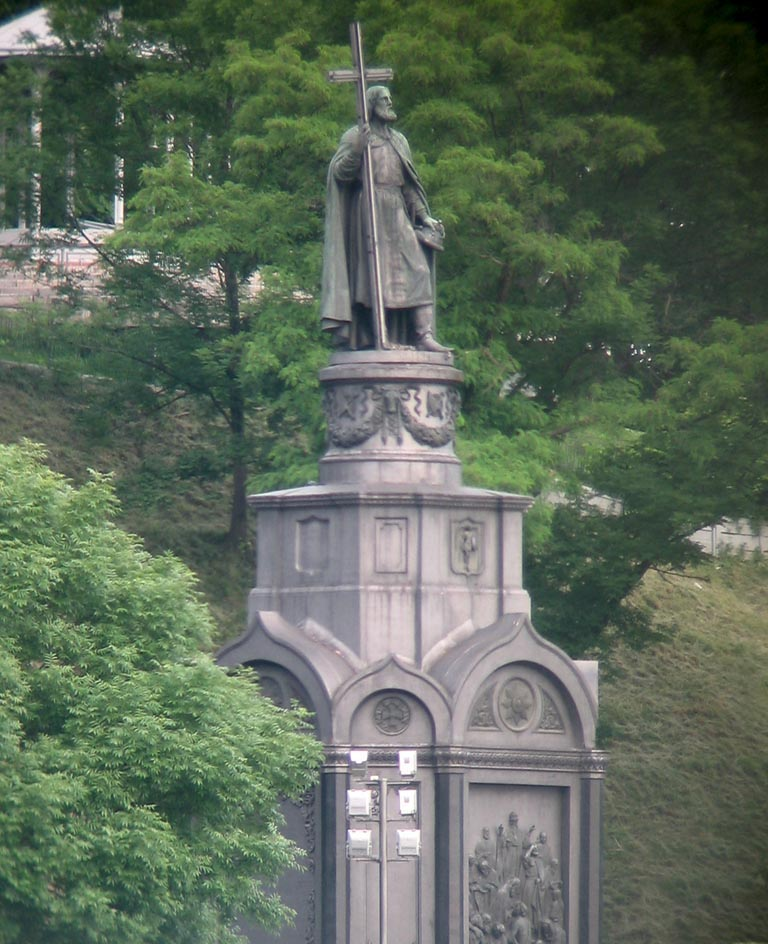
Vladimir I.

För den bulgariske fursten, se Vladimir av Bulgarien.
Vladimir I Svjatoslavitj (fornöstslaviska: Володимир/Volodimir, fornkyrkoslaviska och ryska: Владимир/Vladimir, ukrainska: Володимир/Volodymyr, fornnordiska: Valdamarr, modern nordiska: Valdemar), också kallad Vladimir den store (Vladimir Velikij) eller Vladimir den helige (Vladimir Svjatoj), född omkring 956–958, död 15 juli 1015, var storfurste av Kievriket. Han tillhör helgonen i den östortodoxa kyrkan och bär även titeln isapostolos, vilken innebär att han är jämställd med apostlarna.

## Biografi
Vladimir var son till Svjatoslav I och Malusja. Han ska ha förjagats av sin bror Jaropolk och tvingats fly till utlandet "bak havet" (sannolikt till Sverige). Med stöd därifrån ska han ha återkommit och besegrat sin bror och själv tagit makten.
Med ambitionen att förena folken i Kievriket ville storfurst Vladimir ge dem en gemensam religion. Han gjorde ett försök att slå ihop alla hedniska gudar i riket till en religion. Då detta misslyckades lät han döpa sig år 988 och därmed var den grekisk-ortodoxa kyrkan etablerad i Kiev; Vladimir kristnade sedan hela Kievriket. Folket tvingades att låta döpa sig och grottklostret i Kiev anlades.
Vladimir förenade alla östslaviska stammar från de tjerveniska borgarna vid floderna San och Bug, från Przemyśl och Belz (som han erövrade från Polen) ända till Volga, från Novgorods slovener i norr ända till stäppen. Hans inflytande sträckte sig långt över gränserna för det etnografiska "Ryssland", över bulgarerna vid Karna, jatvingerna i Litauen och ned till Svarta havet. Sina söner satte han redan i unga år under skyddsuppsikt av sina bojarer, som regerade för dem i Novgorod, Pskov, Polotsk, Smolensk, Turov, Vladimir (i Volynien), Tmutorakan på Krim, Rostov (bland merierna) och Murom, de två sistnämnda på finsk mark. Själv behöll han det mellersta Dnjeprområdet med Kiev.
Av stor betydelse blev Vladimirs förbindelser med Konstantinopel. År 988 vände sig de bysantinska kejsarna Basileios II och Konstantin till ruserna och bad om hjälp mot sin motkejsare Fokas. Vladimir lovade att hjälpa dem i utbyte mot att han fick deras syster Anna till gemål. Detta utlovades under förutsättning att han övergick till kristendomen. Vladimir uppfyllde villkoren, men då Basileios dröjde med belöningen angrep han och intog den grekiska staden Chersonesos och gav den först tillbaka som Annas morgongåva sedan han fått henne till brud (989).
Vladimir blev efter sin död ryskt nationalhelgon liksom sin farmor Olga och sina två söner Boris och Gleb, som strax efter faderns plötsliga död mördades av brodern och efterträdaren Svjatopolk.

## Familj
Innan Vladimir blev kristen och gifte sig 989 med Anna av Bysans, hade han varit gift flera gånger. Det påstås i krönikor att han hade hundra hustrur. Han hade minst tolv söner.
Barn:
- Med Olova
  1. Vysjeslav

- Med Rogneda av Polotsk
  1. Iziaslav (981–1001)
  2. Vsevolod
  3. Jaroslav I av Kiev
  4. Predslava
  5. Premislava, gift med Vladislav av Ungern.

- Med grekisk hustru (Jaropolk I änka)
  1. Svjatopolk I (979–1019) (kan vara adoptivbarn)

- Med Malfrida (född okänt år - död 1002)
  1. Svjatoslav, (?–1015)

- Med Adela
  1. Mstistlav-Konstantin
  2. Stanislav
  3. Sudislav

- Med sin första bulgariska hustru
  1. Boris-Roman (986–1015)
  2. Gleb-David (987–1015)

- Med okänd hustru
  1. Pozvizd
  2. Dobronega-Maria
  3. Wizeslav
  4. Vissavald
  5. Mstislav

## Eftermäle
Asteroiden 2967 Vladisvyat är uppkallad efter honom.
1992–2014 prydde Vladimir I de ukrainska 1-hryvniasedlarna, men sedan 2020 är de tagna ur cirkulation.